# Westwood (Pensilvania)
Westwood es un lugar designado por el censo ubicado en el condado de Chester en el estado estadounidense de Pensilvania. En el año 2010 tenía una población de 950 habitantes.

## Geografía
Westwood se encuentra ubicado en las coordenadas 39°58′12″N 75°51′19″O / 39.97000, -75.85528.. Según la Oficina del Censo de los Estados Unidos, Westwood tiene una superficie total de 0,45 mi² (1,2 km²), de la cual 0,45 mi² (1,2 km²) corresponden a tierra firme y 0 mi² (0 km²) es agua.